# Salyu
Salyu (サリュウ Saryū) (née le 13 octobre 1980) est une chanteuse japonaise.

## Biographie
Native de Kōhoku-ku, à Yokohama, au Japon, Salyu remporte la première place de l'exposition Nationale en 2001 en incarnant la chanteuse de J-pop Lily Chou Chou dans le film japonais All About Lily Chou-Chou (Rirī Shushu no Subete) de Shunji Iwai.
Bien qu'elle n'apparaisse pas devant la caméra (excepté sur une brève photo vers la fin), la voix de Lily est le point central du film faisant d'elle un phénomène d'idolâtrie pour les adolescents.
À partir de là sa carrière de chanteuse débute, sortant plusieurs singles et albums, apparaissant en live en concert ainsi qu'à la radio et la télévision.
En 2003, le réalisateur Américain Quentin Tarantino choisit une de ses chansons Kaifuku Suru Kizu (回復する傷, Blessure qui guérit) pour son film Kill Bill.
La chanson est jouée durant la scène où Beatrix Kiddo (incarnée par Uma Thurman) admire les sabres de Samouraï dans le grenier secret du restaurant de sushi du maitre Hanzō Hattori.
En 2004, elle collabore avec Ilmari, aka Keisuke Ogihara un membre du groupe de rap japonais Rip Slyme afin de sortir le single Valon sous le nom "Ilmari×Salyu".
En 2005 elle remporte le prix du "nouveau meilleur clip vidéo" pour le clip de son single Dialogue aux Space Shower TV Awards (l'équivalent japonais des MTV Video Music Awards).En 2006, toujours aux Space Shower TV Award, elle remporte le prix du "meilleur clip vidéo" pour la chanson Suisei (彗星, Comète) venant de l'album Landmark.
En juillet 2006, elle sort le single "to U" en collaboration avec Bank Band sous le nom "Bank Band with Salyu".
Très peu d'éléments sur sa vie privée sont connus, cependant le 9 juillet 2006 lors d'une apparition dans l'émission japonaise de variété Utaban (うたばん) elle révèle que son vrai prénom est Ayako (あやこ).
Au début de l'année 2007, Salyu est en promotion pour son album Terminal, plusieurs dates de sonSalyu Tour 2007 TERMINAL se jouent à guichets fermés.
Sa nouvelle chanson ~iris~Shiawase no Hako a été choisie pour être la chanson thème du jeu vidéo Professeur Layton et la Boîte de Pandore.

## Discographie

### Albums
- 2001 : Kokyū (album) (呼吸?, Breathe) as Lily-Chou-Chou
- 2005 : landmark
- 2007 : TERMINAL
- 2008 : Merkmal
- 2010 : Maiden Voyage

### Singles
- 2000-04-19: Glide (as Lily Chou Chou)
- 2000-06-21: Kyoumei (Kuukyo na Ishi) (as Lily Chou Chou)
- 2004-04-21: Valon (Ilmari×Salyu)
- 2004-06-23: Valon-1
- 2004-10-27: Dialogue
- 2005-03-24: Peaty
- 2005-05-11: Suisei
- 2005-10-26: Kaze ni Noru Fune
- 2006-04-05: Tower
- 2006-07-19: to U (Bank Band with Salyu)
- 2006-09-06: Name
- 2006-11-01: Platform
- 2007-10-17: LIBERTY
- 2007-11-28: iris~Shiawase no Hako
- 2008-07-23: Mirror feat. Salyu (WISE×Salyu)
- 2009-02-11: KORUTEO~Gyōretsu/HALFWAY (コルテオ～行列?, Corteo~Matrix)

### DVD
- 2007-11-28: MUSIC CLIP SELECTION

## Anecdotes
- Sa musique est écrite et produite par Takeshi Kobayashi.
- Takeshi Kobayashi a également choisi son nom de scène Salyu une corruption du mot Français Salut.
- Elle est représentée par le label Japonais Toy's Factory.
- Son groupe sanguin est de type O
- Parce qu'elle a commencé sa carrière en incarnant le personnage de "Lily Chou-Chou", plusieurs de ses fans et plusieurs revues ont fait l'erreur de penser que son nom de scène était vraiment "Lily".

## Voir également
- All About Lily Chou-Chou